# Major League Baseball 2K8
Major League Baseball 2K8, o, en términos más cortos, MLB 2K8, es un videojuego de simulación de béisbol con licencia de MLB desarrollado por Kush Games y publicado por 2K Sports para PlayStation 2, PlayStation 3, PlayStation Portable, Wii y Xbox 360. Fue lanzado el 4 de marzo de 2008. Se lanzó una demostración en Xbox Live Marketplace al día siguiente, el 5 de marzo, para los mercados de Canadá, Estados Unidos y Asia.

## Nuevas características
Ben Brinkman, en un podcast de KOXM del 18 de enero de 2008, reveló las siguientes características nuevas para debutar en 2K8:
- 90 equipos y jugadores de ligas menores de béisbol de la vida real (restringidos a jugadores que han tenido experiencia en las ligas mayores), incluidos 20 estadios auténticos de ligas menores.
- Tarjetas 2K, tarjetas coleccionables desbloqueables.
- Nuevo sistema de lanzamiento en el que el tipo de tono se determina mediante el movimiento del stick analógico
- Swing Stick 2.0, un sistema de bateo analógico renovado que permite una mayor variedad de bolas bateadas (Baltimore Chops, bloops, dribblers, etc.).
- Nuevo sistema de lanzamiento de bolas que también viene determinado por el movimiento del stick analógico.
- Ajustes de campo más realistas y una renovación de la animación y el juego de doble juego.

El sitio oficial también incluyó estas características nuevas y actualizadas adicionales:
- Estadios de ligas menores descargables
- Baserunning renovado, con controles más intuitivos y una IA de baserunning más inteligente
- Animaciones adicionales de Signature Style
- Contenido descargable (Xbox 360)
- Las nuevas funciones no están disponibles en la versión PS2 del juego.
- Algunos discos de la versión de Wii tienen una falla en el modo de franquicia. Después del primer año, la temporada es de solo 15 juegos. Esto solo ocurre con unos pocos discos y se puede solucionar creando otra franquicia cada vez que cargue la franquicia original.

## Atleta de portada
El entonces campocorto de los Mets de Nueva York, José Reyes, fue anunciado como el atleta de portada el 6 de diciembre de 2007, reemplazando a Derek Jeter, contraparte de los Yankees de Nueva York.

## Locutores
Por cuarto año consecutivo, los locutores Jon Miller y Joe Morgan una vez más reanudan las tareas de anunciar el juego, mientras que Steve Physioc y Jeanne Zelasko continúan reportando tareas.

## Contenido descargable
- 6 de marzo de 2008: Se lanzó la primera ronda de contenido descargable en Xbox Live Marketplace de forma gratuita, que incluía The Minor League Stadium Pack, que incluía Durham Bulls Athletic Park, Hadlock Field y Legends Field (ahora llamado "George M. Steinbrenner Field" ), un paquete Majestic Cool Base Uniforms, que agregó un uniforme nuevo para cada equipo de las Grandes Ligas, y la descarga de Card Series 2 que desbloqueó el siguiente conjunto de paquetes para usar en el modo de batalla de cartas del juego.

## Problemas de licencia
Barry Bonds una vez más no se coloca en el juego debido a que no es parte del acuerdo de licencia de MLBPA, y una vez más está representado por el jardinero izquierdo Joe Young. En este momento, algunas personas han pensado que Randy Carter representa a Roger Clemens en la lista de agentes libres.
Al juego también le faltan algunos jugadores habituales de la MLB como Kevin Millar y Brendan Donnelly. Esto se debe a la participación de los jugadores en cruzar líneas de piquete como jugadores de reemplazo durante el paro laboral de 1994, lo que les impide convertirse en miembros de la Asociación de Jugadores de la MLB. Sin embargo, estos jugadores tienen alias dentro del juego. Por ejemplo, Kevin Millar se conoce con el nombre de Kyle Morgan, como lo demuestran sus perfiles idénticos, incluidos el número, la altura, el peso y los atributos. Prospectos de mayor perfil como Jay Bruce (reemplazado por James Bale) de los Reds, Evan Longoria (reemplazado por Eric Lincoln) de los Rays, Colby Rasmus (reemplazado por Clint Rents) de los Cardinals o Fernando Martínez (reemplazado por Felipe Marrero) de la Los Mets también están bajo alias en el juego hasta que tengan experiencia en las Grandes Ligas mientras jugadores como Geovany Soto de los Cubs están en el juego. Estos alias usan las mismas primeras iniciales del nombre y apellido del jugador, y también reflejan los perfiles y atributos reales del jugador. Los nuevos novatos de las Ligas de Japón, Kosuke Fukudome de los Chicago Cubs y Hiroki Kuroda de Los Angeles Dodgers no tienen sus nombres en el juego y en su lugar son reemplazados por Kazuhito Fortunato y Hideo Kajita. El lanzador de los Toronto Blue Jays, Kyle Drabek, es reemplazado por el nombre Kirk Darby, aunque en ese momento estaba en los Filis de Filadelfia.

## Escisión de DS
Se lanzó una versión más "baseball-lite" de MLB 2K8 para Nintendo DS llamada Major League Baseball 2K8 Fantasy All-Stars, que utiliza ampliamente la pantalla táctil de DS y presenta elementos de fantasía como potenciadores y estadios de fantasía.

## Desarrollo e historia

Captura de pantalla típica del juego.

MLB 2K8 representa el tercer juego de béisbol de consola de séptima generación de la serie 2K Sports Major League Baseball, y el segundo protagonista desarrollado por Ben Brinkman para Kush. En el registro de 1UP.com de Brinkman, reveló que MLB 2K8 representa el acto intermedio de un ciclo de desarrollo planificado de tres años para la serie de béisbol de 2K para sistemas de próxima generación, siendo MLB 2K7 la primera etapa. Según Brinkman, "Al mismo tiempo, establecimos un plan de tres años para la franquicia de MLB para que, una vez que finalizara 2K7, pudiéramos empezar a trabajar en 2K8 y tener un conjunto de objetivos y características que cumplir". De una entrevista en un artículo de IGN, "MLB 2K7 fue el primer paso en un largo proceso de reinvención de la marca de béisbol 2K Sports y la franquicia MLB. 2K7 fue el primer año de eso, y mucho de eso estaba volviendo a terreno estable - volver con las personas que juegan nuestro juego y poner algo que les haga feliz, que se diviertan jugando y que puedan jugar durante un período de tiempo prolongado. Creo que cumplimos con eso, especialmente dado la breve línea de tiempo con la que tuvimos que crear ese juego ".

## Banda sonora
Las siguientes canciones aparecen en la banda sonora:
| Banda                                          | Canción                                       |
| ---------------------------------------------- | --------------------------------------------- |
| Battles                                        | Atlas                                         |
| Black Rebel Motorcycle Club                    | Need Some Air                                 |
| Blitzen Trapper                                | Wild Mountain Nation                          |
| The Cars                                       | Moving in Stereo                              |
| The Cool Kids                                  | 88                                            |
| The Cure                                       | Never Enough                                  |
| Dinosaur Jr                                    | Almost Ready                                  |
| The Flaming Lips                               | The W.A.N.D. (The Will Always Negates Defeat) |
| The Hold Steady                                | Stuck Between Stations                        |
| Jay Reatard                                    | My Shadow                                     |
| Kasabian                                       | Reason Is Treason                             |
| LCD Soundsystem                                | Watch the Tapes                               |
| Modest Mouse                                   | Dashboard                                     |
| Peter Bjorn and John                           | The Chills                                    |
| The Presidents of the United States of America | Cleveland Rocks                               |
| The Revolution Fox Experiment                  | Hyper Charlie                                 |
| The Strokes                                    | Someday                                       |

## Recepción
La versión de PlayStation 2 recibió "críticas generalmente favorables", mientras que el resto de las versiones de la consola recibieron "críticas mixtas o promedio", según el sitio web de agregación de reseñas Metacritic. En Japón, donde las versiones de PS2 y PS3 fueron portadas y publicadas por Bethesda Softworks el 13 de noviembre de 2008, seguida de la versión de Xbox 360 el 27 de noviembre, Famitsu le dio a la versión de Xbox 360 una puntuación de tres seis y uno cinco.
411Mania le dio a la versión de Xbox 360 una puntuación de 7,7 sobre 10 y dijo: "2K necesita intensificar las cosas el próximo año, no hay duda de eso, pero están en el camino correcto a juzgar por las mejoras de año en año". Elimina los errores y las fallas, controla la velocidad de fotogramas, mejora los gráficos y actualiza los comentarios, y tal vez sea un desafío serio para The Show la próxima vez. Si eres un fanático del béisbol con una Xbox 360, este es el único juego en la ciudad y definitivamente vale la pena echarle un vistazo. Sin embargo, si tienes una PS3, MLB 2K8 probablemente no esté ganando el banderín". USA Today le dio a las versiones de PS3 y Xbox 360 una puntuación de siete sobre diez y declaró que el juego "cuenta con suficiente innovación de control para merecer una actualización sobre la entrega del año pasado, pero los errores en futuras versiones podrían significar un viaje al banco". Sin embargo, Maxim dio a las mismas dos versiones de consola seis de cada diez y dijo: "Al igual que los Yankees, 2K8 tiene todos los ingredientes necesarios para ser un campeón: excelentes gráficos, una banda sonora ecléctica, una tradición ganadora, y sin embargo, al final, todas las partes terminan sintiendo que se están esforzando demasiado para ser grandiosas. Como ese Choker McA-Rod, el juego termina en la parte baja de la novena con las bases llenas ".
- Major League Baseball 2K8 en MobyGames